# Mercedes Molto
Mercedes Molto (Barcelona, 21 de fevereiro de 1974) é uma atriz mexicana natural da Espanha.

## Filmografia

### Televisão
- "Bajo el mismo cielo" (2015)..... Débora Sanders
- "Pasión prohibida" (2013) ..... Denise Lefevre
- Relaciones peligrosas (2012) ..... Benita "Jefa" Mendoza
- Mujeres asesinas (2008) ..... Silvia
- La rosa de Guadalupe (2008) ..... Violeta
- Pablo y Andrea (2005) ..... Carlota/Úrsula/Bárbara/Socorro Barraza
- Niña amada mía (2003) ..... Karina Soriano
- La otra (2002) ..... Eugenia Guillén
- Mujer, casos de la vida real (2001)
- Por un beso (2000) ..... Mirna Ballesteros
- Gotita de amor (1998) ..... Lucrecia de Santiago
- Rencor apasionado (1998) .....  Martha Valdivia
- Sin ti (1997) .....  Brenda
- Mi querida Isabel (1996-1997) ..... Eugenia
- Pobre niña rica (1995) .....  Bárbara de Villagrán
- Caminos cruzados (1994) ..... Jackie
- Valentina (1993) ..... Luisita Basurto

### Realitys shows
- Big Brother (2004) .... 3° Lugar

## Prêmios TVyNovelas
| Ano  | Categoria                | Telenovela        | Resultado |
| ---- | ------------------------ | ----------------- | --------- |
| 2003 | Melhor atriz antagonista | Niña amada mía    | Indicado  |
| 1998 | Melhor atriz juvenil     | Mi querida Isabel | Indicado  |